# Treidelstation

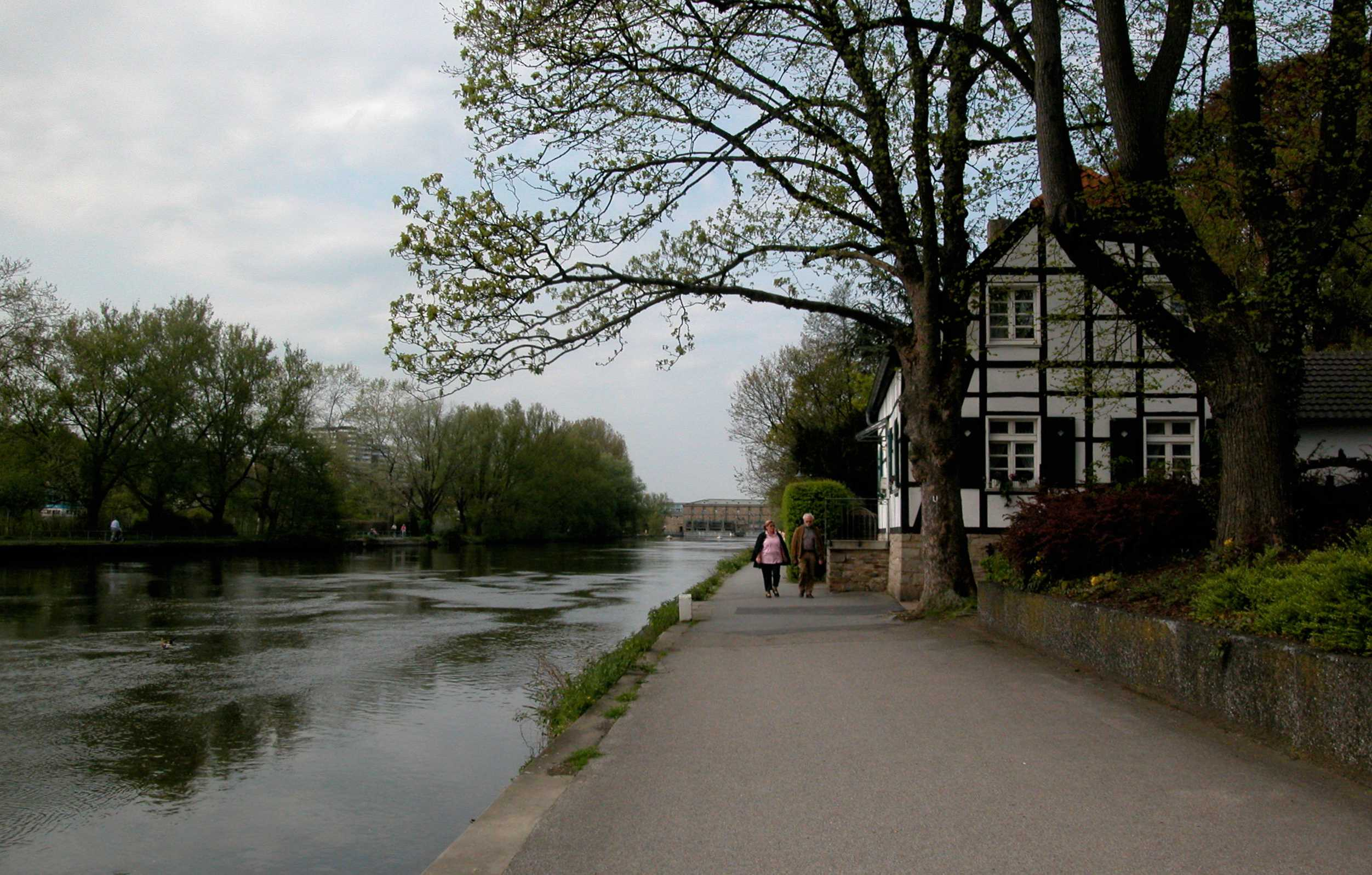
Treidelstation mit dem Leinpfad

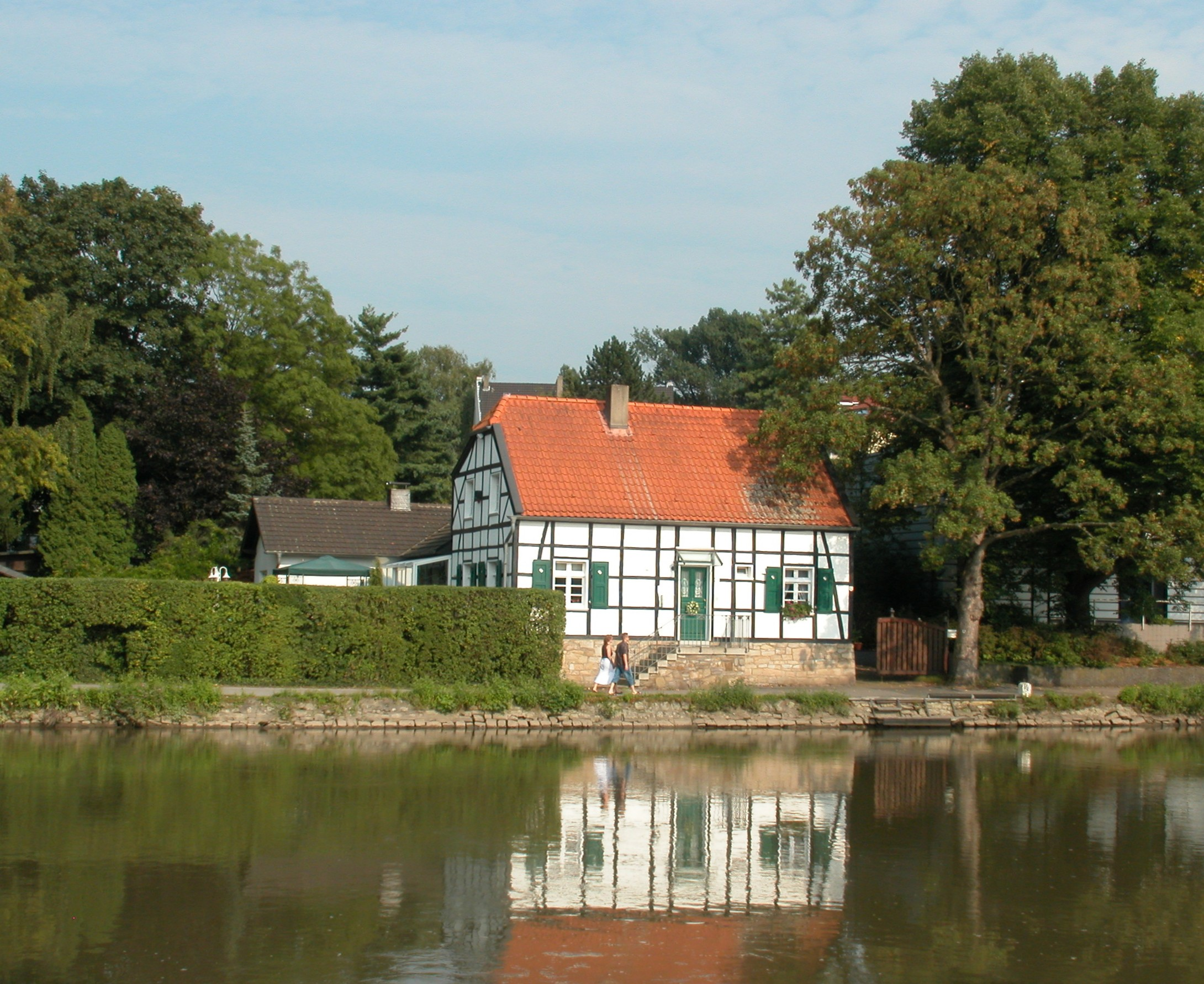
Ehemalige Treidelstation an der Ruhr in Mülheim

Eine Treidelstation diente seit dem Mittelalter an den Treidelpfaden (Leinpfaden) der schiffbaren Flüsse der Pflege und dem Austausch der Pferde, mit deren Hilfe die Schiffe an Leinen stromaufwärts gezogen wurden. 
Auf der Ruhr wurde mit den Ruhraaken ab Mitte des 18. Jahrhunderts insbesondere Steinkohle transportiert, bis gegen Mitte des 19. Jahrhunderts die Eisenbahn die Aufgaben der Ruhrschifffahrt übernahm. Eine noch teilweise erhaltene Treidelstation – vermutlich die einzige an der Ruhr – ist in Mülheim zu finden. Im Bereich der Stallungen befindet sich heute ein Bootshaus. Weitere Treidelstationen findet man noch in Düsseldorf-Wittlaer, Düsseldorf-Niederkassel, Bad Godesberg, Zons, Kripp, Assmannshausen und Worms. Aus vielen sind heute Restaurants oder Hotels geworden.